# Ágnes Bálint
Dans le nom hongrois Bálint Ágnes, le nom de famille précède le prénom, mais cet article utilise l’ordre habituel en français Ágnes Bálint, où le prénom précède le nom.
Ágnes Bálint ([ˈaːgnɛʃ], [ˈbaːlint]), née le 23 octobre 1922 à Adony et morte le 24 octobre 2008 à Budapest, est une écrivaine et dramaturge hongroise.